# 네시마역
네시마 (Nesima) 역은 이탈리아 시칠리아 섬 카타니아의 카타니아 지하철에 속한 역이자 북쪽 시종착역이다.
2017년 3월 30일, 네시마-보르고 구간 개통식과 함께 역 개업식을 진행하였으며 일반 운행은 다음날부터 시작되었다. 역 상징색은 파란색이다.

## 위치
네시마 역은 지하에 위치한 역이며 치르쿠메트네아 선이 지나는 네시마 철도역과 바로 인접해 있다. 총 여섯 개의 출구가 있으며 그 중 세개는 로렌초 볼라노 대로에 나 있다. 네 곳은 계단으로 되어 있으며 두 곳은 장애인용 엘레베이터가 설치되어 있다. 역 부근에는 팔라네시마와 시립 수영장이 있는 네시마 스포츠 단지와 산 피오 친퀘 교회, 어린이 학교 몇 곳이 있다.

## 시설
이 역에는 다음과 같은 시설이 있다.
- 장애인용 엘리베이터
- 에스컬레이터
- 감시카메라
- 매표기

## 환승
네시마 지상역 부근에는 네시마 대중교통 터미널이 있다. 이곳은 지하철과 지상철, AMT 시내버스(Capolinea n°6, 421-628N-628R-642-702번), FCE 시내버스 (221번 순환버스), 그리고 주차장까지 여러 수단의 교통편을 이용할 수 있는 곳으로, 대중교통을 이용해 카타니아 시내까지 갈 수 있도록 하고 있다.
- 철도역 (네시마 역)[9]
- 버스 정류장
- AMT 주차장